# Internationaler Nelson-Mandela-Tag

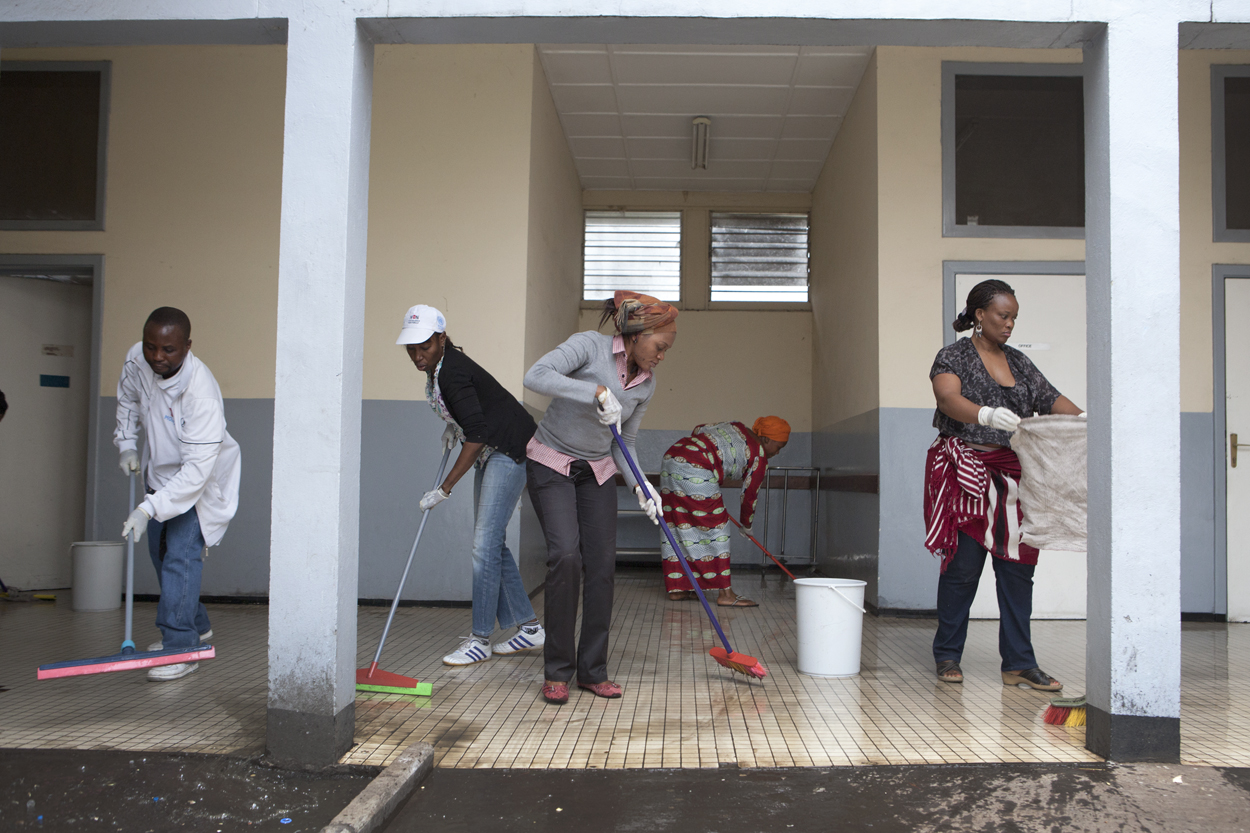
Angehörige der UN-Mission MONUSCO helfen aus Anlass des Nelson Mandela Day im Jahr 2012 bei der Reinigung im Goma General Hospital in der DR Kongo

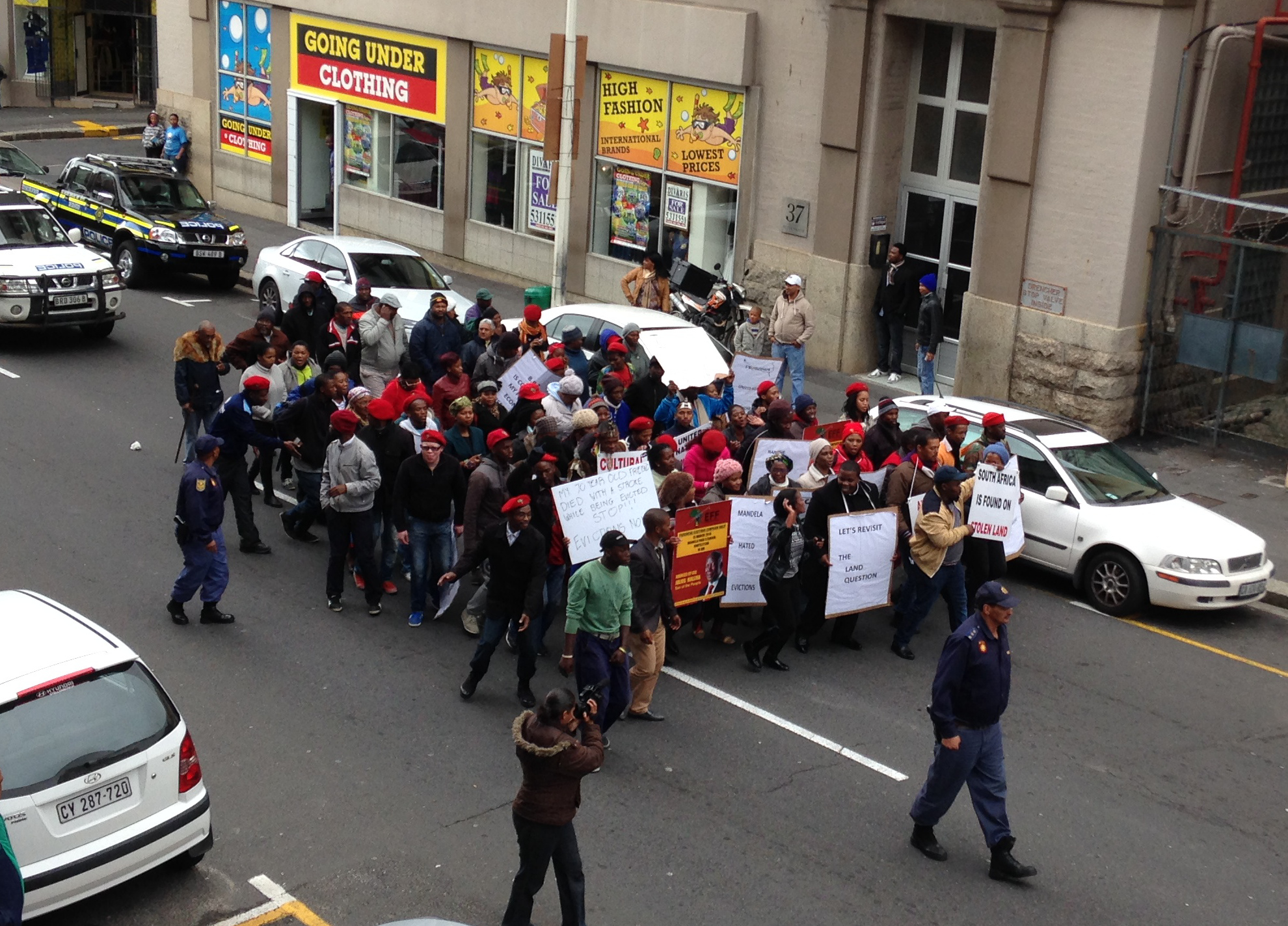
Eine kleine Demonstration der antikapitalistischen Economic Freedom Fighters mahnt eine Landreform für die verarmte Landbevölkerung und Landlose in Südafrika am Mandela Day 2014 an.

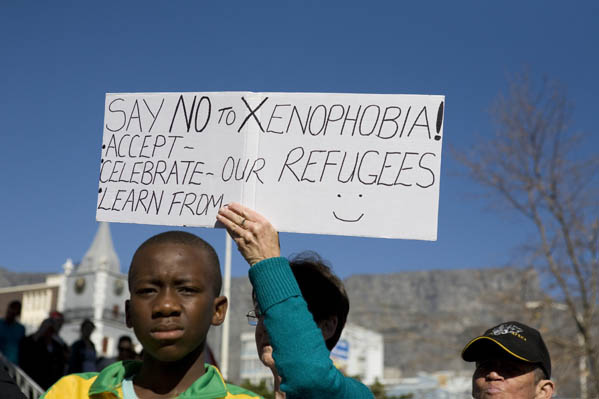
Fan Walk For Peace And Unity (Nelson Mandela Day 2010): Demonstration in Kapstadt mit Kritik über feindselige Haltungen in der Gesellschaft zu Flüchtlingen.

Der Internationale Nelson-Mandela-Tag (engl.: Nelson Mandela International Day) ist ein Gedenktag, der auf Initiative der Vereinten Nationen durch deren Vollversammlung am 10. November 2009 deklariert wurde und zum humanitären Verhalten anregen soll. Der Gedenktag wird seit 2010 am 18. Juli jährlich begangen, dem Geburtstag des südafrikanischen Friedensnobelpreisträgers Nelson Mandela (1918–2013). 
Die mit diesem Tag verbundene Aufforderung an alle Menschen umfasst ihren Zielen nach einen aktiven persönlichen Beitrag zur Verbesserung von kritikwürdigen Verhältnissen oder in Form beispielgebender Hilfestellungen in der Gesellschaft zu leisten. Dabei spielt die Zahl 67 eine zentrale Rolle, was beispielsweise in auffordernden Losungen, wie:
- 67 ways to change the world (deutsch etwa: „67 Wege, die Welt zu verändern“)
- 67 minutes of their time to help others (deutsch etwa: „67 Minuten ihrer Zeit, anderen zu helfen“) zum Ausdruck kommt.

Nelson Mandela hatte 67 Jahre seines Lebens den Zielen einer humanen, gerechten und  freien Gesellschaft in Südafrika gewidmet. An diesem Tag sollen die Menschen seine Lebensleistung im Kampf um Frieden und eine Kultur des Friedens in der Art und Weise würdigen, dass sie 67 Minuten lang etwas im Sinne dieser Ziele unternehmen.
Nach Darstellung der Südafrikanischen Botschaft in Berlin ist „der Mandela Tag ein Aufruf für wohltätige Taten von und für Menschen rund um den Globus – er ruft dazu auf, Verantwortung zu übernehmen und die Welt Schritt für Schritt, so wie es Nelson Mandela tat, zu verbessern.“
In Südafrika tragen die Nelson-Mandela-Stiftung (Nelson Mandela Foundation), der Nelson-Mandela-Kinder-Fonds (Nelson Mandela Children’s Fund) und die Mandela-Rhodes-Stiftung (Mandela Rhodes Foundation) zur Organisation des Gedenktages bei.
Obwohl als internationaler Tag konzipiert, richten sich hierbei auch Appelle an die südafrikanische Gesellschaft selbst, die von den Folgewirkungen der Apartheidepoche gekennzeichnet ist.